# Lijst van spelers van NAC Breda (mannen)
Dit is een lijst van voetballers die minimaal één officiële wedstrijd hebben gespeeld in het eerste elftal van de Nederlandse betaaldvoetbalclub NAC Breda of NAC.

## A
- Yassine Abdellaoui
- Frans Aben
- John Achterberg
- Fisayo Adarabioyo
- Moïse Adiléhou
- Sabir Agougil
- Thomas Agyepong
- Youssef El Akchaoui
- John Akkermans
- Mustafa Aksit
- Mounir El Allouchi
- Thierry Ambrose
- Rémy Amieux
- Ahmed Ammi
- Matthew Amoah
- Angeliño
- Pelé van Anholt
- Jarchinio Antonia
- Zlatko Arambašić
- Ceylan Arikan
- Graham Arnold
- Sjoerd Ars
- Artsjil Arveladze
- Jeffrey van As
- Maarten Atmodikoro
- Eric Atuahene
- Marouan Azarkan
- Yassine Azzagari

## B
- Hubert Baardemans
- Gábor Babos
- Ad Bakker
- Danny Bakker
- Max Balard
- Naoufal Bannis
- Paul Bannon
- Ezechiel Banzuzi
- Adnan Barakat
- Brandon Barker
- Fons Bastiaansen
- Ömer Bayram
- Jean-Philip Becht
- Joost Bedert
- Joop ter Beek
- Pascal Beeken
- Adrie Belfroid
- Anton Belfroid
- Ali Benomar
- Jan Van den Bergh
- Nigel Bertrams
- Rowan Besselink
- Jacques Beusenberg
- Jesse van Bezooijen
- Daniel Bielica
- Mario Bilate
- Mark Birighitti
- Stanley Bish
- Jan Blom
- Kingsley Boateng
- Kevin Bobson
- Boldizsár Bodor
- Tom Boere
- Rade Bogdanović
- Adrie Bogers
- Jan Bogers
- Joshua Bohui
- Roly Bonevacia
- Hakim Borahsasar
- Guus van der Borgt
- Peter Bosz
- Eric Botteghin
- Nourdin Boukhari
- Chris Bouman
- Ali Boussaboun
- Othman Boussaid
- Pim Bouwman
- Frans Bouwmeester
- Frans Bouwmeester jr.
- Herman Bouwmeester
- Karel Bouwmeester
- Piet van Boxtel
- Wied van den Braak
- Robert Braber
- Kevin Brands
- Marcel Brands
- Jordy van Bremen
- Ton van Bremen
- Rene Brochard
- Chris Broeders
- Benjamin van den Broek
- Jan van den Broek
- Frank Broers
- Wim Bron
- Jorn Brondeel
- Ruud Brood
- Addy Brouwers
- Feike de Bruijn
- Kees Bruijninckx
- Bodi Brusselers
- Geert Brusselers
- Nikola Budišić
- DJ Buffonge
- Jordy Buijs
- Dick van Burik
- Maxime Busi

## C
- Welat Cagro
- Ellery Cairo
- Christol van Campenhout
- Leo Canjels
- Jurich Carolina
- Arjan Christianen
- Nadir Çiftçi
- Martin Clerx
- Jürgen Colin
- Pieter Collen
- Antoine Conde
- Rob Conradi
- Steve Cooper
- Yuri Cornelisse
- Ton Cornelissen
- Paulo Da Costa
- Peter Coumans
- Gino Coutinho
- Frans Crane
- Cristiano
- Jan Cruijssen

## D
- Aleksandar Damčevski
- Gerrie Damen
- Grad Damen
- Arie Damsma
- Gerrie Deijkers
- Tommie Dekker
- Marco van Delden
- Arie Delmotte
- Aykut Demir
- Gino Demon
- Timothy Derijck
- Dorian Dervite
- Jan Desmit
- Kevin Van Dessel
- Cyriel Dessers
- Frans van Deuren
- Fabio Di Michele Sanchez
- Anouar Diba
- René van Dieren
- Kevin van Diermen
- Theo Dierckx
- Piet van Dijk
- Meindert Dijkstra
- Patrick Dik
- Michael Dingsdag
- Haan van Dinter
- Dominique Diroux
- Hüseyin Doğan
- Arie Don
- Mari van Dongen
- Tiest van Dongen
- Wim van Dongen
- Arnoud Donkers
- Arno Doomernik
- Emiel Dorst
- Gerard van den Dries
- Henrico Drost
- Lerin Duarte
- Hans van den Dungen
- Johnny Dusbaba

## E
- Jan Willem van Ede
- Steven Edwards
- Bart van den Eede
- Ton van Eenennaam
- Charni Ekangamene
- Johan Elmander
- Kurt Elshot
- Thomas Enevoldsen
- Orlando Engelaar
- Yvo van Engelen
- Henk van der Ent

## F
- Erik Falkenburg
- David Faupala
- Csaba Fehér
- Paolo Fernandes
- Saná Fernandes
- Guyon Fernandez
- John Feskens
- Jim van Fessem
- Andrija Filipović
- Lewis Fiorini
- Sander Fischer
- Wim Flight
- Jan Formannoy
- Andrzej Frankiewicz
- Andro Franca
- Marc Frijters
- Remco Frijters
- Ron Futcher

## G
- Jordan van der Gaag
- Jan Gaasbeek
- Johan Gabriels
- Arno Gabriels
- Barry van Galen
- Matthew Garbett
- Manuel García
- Anselmo García Mac Nulty
- Hein van Gastel
- Ruud Geels
- Johnny Geraeds
- Dennis Gerritsen
- Alex Gersbach
- François Gesthuizen
- Dennis van der Gijp
- Tim Gilissen
- Ad Gladdines
- Alan Gouvernante
- Sander van Gessel
- Tim Gilissen
- Wanny van Gils
- Frans Goedhart
- Peter Gommeren
- Ronny Goodlass
- Jan van Gorp
- Donny Gorter
- Edwin Gorter
- Alan Gouvernante
- Edwin de Graaf
- Ad Graaumans
- Ati Graaumans
- Henk Graaumans
- Frans de Grauw
- Leo Greiml
- Jan Groeneweg
- Wim Groenewegen
- Nebojša Gudelj
- Nemanja Gudelj

## H
- Gerard den Haan
- Daniël Haanskorf
- Anouar Hadouir
- Robbie Haemhouts
- Anouar Hamdi
- Jan Hanegraaf
- Michael Hansen
- Sigurd Haugen
- Thom Haye
- Jan Paul van Hecke
- Hans Heeren
- Jacques Heeren
- Rini Heeren
- Jan van Helden
- Glenn Helder
- Marcel van Helmond
- Ramon Hendriks
- Anton Hermans
- Charles-Jesaja Herrmann
- Youssouf Hersi
- Darwin Heuvelman
- Jeredy Hilterman
- Tim Hofstede
- Danny D'Hondt
- Jan van Hoogenhuizen
- Ben Hoogstede
- Elson Hooi
- Pierre van Hooijdonk
- Sydney van Hooijdonk
- James Horsfield
- Gábor Horváth
- Faysal Houba
- René Houtzager
- Pauke van den Hoven
- Frans van den Hoven
- Leen Hubert
- Wim van den Hurk

## I
- Fouad Idabdelhay
- Frits van Ierland
- Piet van Ierssel
- Toon Ierssel
- Pim Ierssel
- Ivan Ilić
- Luka Ilić
- Lex Immers

## J
- Aïmane Jaddi
- Nico Jalink
- Dominik Janošek
- Jens Janse
- Anco Jansen
- Johan Jansen
- Willy Janssen
- Julian Jenner
- Fredrik Oldrup Jensen
- Dave de Jong
- Jan de Jong
- Arie Jonker
- Willem Jonkmans
- Anton Joore
- Florian Jozefzoon

## K
- Adam Kaied
- Sullay Kaikai
- Anouar Kali
- Tomislav Kaloperović
- Joeri de Kamps
- Piet Kamps
- Khalid Karami
- John Karelse
- Ahmed Kasmi
- Gervane Kastaneer
- Gerrie Kattestaart
- Oğuzhan Kazancı
- Matthé van Kelle
- Boy Kemper
- Johan Kerssemeijer
- Benny Kerstens
- Pjotr Kestens
- Wisław Kitzmann
- Cor Kleijn
- Joop Klein Wentink
- Daan Klomp
- Andro Knel
- Menno Koch
- Milano Koenders
- Santi Kolk
- Joonas Kolkka
- Terence Kongolo
- Marcel Koning
- Cor Kools
- Joop Korebrits
- Werner Korndörfer
- Igor Kornejev
- Geert de Kort
- Sjef de Kort
- Giovanni Korte
- Roy Kortsmit
- Martin Koscelník
- Ayouba Kosiah
- Kacper Kostorz
- Ferry Kotta
- Vieri Kotzebue
- Jacques Koumans
- Wilmer Kousemaker
- Adrie van Kraaij
- Hans Kraay jr.
- Chiel Kramer
- Michiel Kramer
- Ad Krijnen
- Jacques de Kroon
- Boris Kudimbana
- Roy Kuijpers
- Kees Kuijs
- Kees Kwakman
- Casper Ketting
- Joeri de Kamps

## L
- Dirk van der Laan
- Johan van Laar
- J. Lambrechts
- John Lammers
- Kostas Lamprou
- Rob Landsbergen
- Björn Langeveld
- Theo Laseroms
- Andreas Lasnik
- Bob Latchford
- Eugène Lauret
- Vlatko Lazić
- Tommie van der Leegte
- Clint Leemans
- Benjamin van Leer
- Greg Leigh
- Frans de Leij
- Leonardo
- Thilo Leugers
- Patrick Leytens
- Paul Lieftink
- Ruben Ligeon
- John Linford
- Edward Linskens
- Gerrit Lokhoff
- Ton Lokhoff
- Mark Looms
- Erwin van de Looi
- Tyrone Loran
- Boyd Lucassen
- Leen van der Lugt
- Kees Luijckx
- Ramon Pascal Lundqvist
- Anthony Lurling
- Bram Lussenburg
- Cock Luyten

## M
- Darren Maatsen
- Stanley MacDonald
- Cor Machielsen
- Enes Mahmutovic
- Dion Malone
- Aleksander Mandziara
- Dirk Marcellis
- Pablo Marí
- Michaël Maria
- Luc Marijnissen
- Thomas Marijnissen
- Cuco Martina
- Jethro Mashart
- Henk Matheeuwissen
- Danny Mathijssen
- Uroš Matić
- Rini van der Meer
- Geert Meijer
- Bart Meijers
- Pauke Meijers
- David Mendes da Silva
- Kofi Mensah
- Pepijn van de Merbel
- Peter van de Merwe
- Karol Mets
- Quintus van der Meulen
- Kees Michielsen
- Ante Miličić
- Marc Minnaert
- John Moens
- Kees Moerkens
- Josip Mohorović
- Lars Mol
- Rogier Molhoek
- Gino Mommers
- Nacho Monsalve
- Jac de Moor
- Patrick Mtiliga
- Robert Mühren
- Fikret Mujkić
- Jean-Claude Mukanya
- Rob Mul
- Dustley Mulder
- Felix Muller
- Arijanet Murić
- Jerzy Musiałek
- Gerrie Musters

## N
- Chiró N'Toko
- Divine Naah
- Piet Neefs
- Wout Neelen
- Hans Neeskens
- Toon Nelemans
- Karol Niemczycki
- Gianluca Nijholt
- Javi Noblejas
- Noh Jung-yoon
- Charles Noorlander
- Andries Noppert
- Frie Nouwens

## O
- Shane O'Neill
- Nick Olij
- Elías Már Ómarsson
- Aimé Omgba
- Patrick Oomen
- Jari Oosterwijk
- Sander Oostrom
- Ad van Opstal
- Louis Overbeeke

## P
- Erik Palmer-Brown
- Edinho Pattinama
- Raul Paula
- Luis Pedro da Silva Ferreira
- Adri Pelkmans
- Henk Pels
- Rob Penders
- Stipe Perica
- Yureck Persoon
- Frans Peters
- Peet Petersen
- Fanny Petit
- Tamás Pető
- Brian Pinas
- Ivan Pintarić
- Ferry Pirard
- Brian Piris
- Alex Plat
- Marvin van der Pluijm
- Rydell Poepon
- Norbert Pogrzeba
- Piet Punt

## Q
- Bertus Quaars

## R
- Mostapha Rached
- Dennis van der Ree
- Peter Remie
- Martijn Reuser
- Marwin Reuvers
- Frank van Riel
- Roger Riera
- Maceo Rigters
- Stan de Rijk
- Geert van Rijmenam
- Nico Rijnders
- Kees Rijvers
- Niek Ripson
- Levi Risamasu
- Gezien Ristic
- Brandon Robinson
- Richard Roelofsen
- Olivier Rommens
- Kaj de Rooij
- Bart De Roover
- Sepp De Roover
- Henk van Rooij
- Mikhail Rosheuvel
- Colin Rösler
- Jelle ten Rouwelaar
- Bryan Roy
- Manel Royo
- Gerrit Ruskus
- Moreno Rutten

## S
- Umar Sadiq
- Glen Salmon
- Jort van der Sande
- Ger Saris
- Jeffrey Sarpong
- Marco Sas
- Leo Sauer
- Olaf Schaap
- Alex Schalk
- Twan Scheepers
- Mark Schenning
- Edy de Schepper
- Guus van Schijndel
- Robbert Schilder
- Ad Schnebeli
- Davy Schollen
- Lucas Schoofs
- Jo Schot
- Robin Schouten
- Henk Schrantée
- Alfred Schreuder
- Daan Schrijvers
- Danny Schrijvers
- Boris van Schuppen
- Chedric Seedorf
- Stefano Seedorf
- Patriot Sejdiu
- Bosco Senčar
- Sergio
- Mats Seuntjens
- Ralf Seuntjens
- Frits von Seydlitz Kurzbach
- Gylermo Siereveld
- Victor Sikora
- Regillio Simons
- Joachim Siwek
- Dmitri Sjoekov
- Arne Slot
- Mike Small
- John Smit
- Ashley Smith-Brown
- Michel Smits
- Tom Smits
- Diego Snepvangers
- Evander Sno
- Martin Snoeck
- Ferne Snoyl
- Kamal Sowah
- Fabian Sporkslede
- Richelor Sprangers
- Ton Sprangers
- Edin Sprečo
- Isak Ssewankambo
- Ronnie Stam
- Jeff Stans
- Casper Staring
- Tom Kåre Staurvik
- Maurice Steijn
- Earnest Stewart
- Finn Stokkers
- Puck Storimans
- Cees Storm
- Joey Suk
- Leen Swanenburg
- Jacques Sweres
- Gill Swerts

## T
- Gertjan Tamerus
- Quincy Tavares
- Peter Thomson
- Adnane Tighadouini
- Tein Troost

## U
- Enes Ünal

## V
- Cherrion Valerius
- Enric Vallès
- Milan Vanacker
- Daan van de Beek
- Miroslav Vardić
- Rogier Veenstra
- Odysseus Velanas
- Tijs Velthuis
- Danny Verbeek
- Dré Verdaas
- Toon Verdiesen
- Piet Vergouwen
- Jan Verheezen
- Antoon Verlegh
- Vinnie Vermeer
- Frans Vermeulen
- Henny Verschoor
- Arno Verschueren
- Dion Versluis
- Rick Versteeg
- Rini Verstraeten
- Karel Vesters
- Javier Vet
- Tony Vidmar
- Jacques Visschers
- Ferry van Vliet
- Rai Vloet
- Wilko de Vogt
- Johan Vonlanthen
- Rick ten Voorde
- Henk Vos
- Mitchell te Vrede
- Martien Vreijsen
- Henk Vriens
- Nick Venema

## W
- Chris Walder
- Benjamin van Wanrooy
- Koos Waslander
- Robert van der Weert
- Kenny van der Weg
- Victor Wernersson
- Piet Willemse
- Stef de Wijs
- Fabian Wilnis
- Dick de Wit
- Ben Wolf
- Kees van Wonderen

## Z
- Zefilho
- Demy de Zeeuw
- Edwin Zoetebier
- Peter Zoïs
- Romeo Zondervan
- Mike Zonneveld
- Felitciano Zschusschen
- Miloš Zukanović
- Patrick Zwaanswijk
- Arno van Zwam
- Kees Zwamborn
- Clemens Zwijnenberg